# Theuderich III.
Theuderich III. (* wohl 653; † zwischen 2. September 690 und 12. April 691) war 673 und 675 bis 691 König von Neustrien und Burgund sowie ab 679 auch König von Austrasien und damit König aller Franken. Er entstammte dem Geschlecht der Merowinger.

## Leben
Theuderich war der zweite Sohn von Chlodwig II. aus dessen zweiter Ehe mit Bathilde und der Bruder seines Vorgängers in Neustrien und Burgund, Chlothar III.
Von seinem Hausmeier Ebroin 673 zum König ausgerufen, unterlag Theuderich seinem Bruder Childerich II. aus Austrasien, wurde geschoren und in die Abtei Saint-Denis verbannt. Nach Childerichs Tod 675 wurde er wieder eingesetzt, die Herrschaft hatten aber die Hausmeier inne. Nach dem Tod Dagoberts II. von Austrasien übernahm Theuderich die Herrschaft über das ganze Frankenreich. In der Schlacht bei Tertry 687 siegte der austrische Hausmeier Pippin entscheidend, war dadurch Hausmeier aller Reichsteile und wurde als princeps francorum mächtigster Mann. Er nahm Theuderich in eine Art Geiselhaft, behielt aber der Form halber das merowingische Königtum bei. Theuderich lebte bis zu seinem Lebensende bedeutungslos in Neustrien. Er wurde in Arras in der Kirche Saint-Vaast begraben. Nachfolger als König wurde sein ältester Sohn Chlodwig III.

## Ehen und Nachkommen
- NN
  - Chlodwig von Austrasien (Abstammung unsicher) *670
- Amalberga, möglicherweise identisch ist Amalberga von Maubeuge, Heirat um 673
- Chrodechild, Heirat um 677
  - Chlodwig III., * 677
  - Childebert III., * 678
  - Chlothar IV. (Abstammung unsicher)